# Campeonato Equatoriano de Futebol de 2022 – Primeira Divisão
A LigaPro - Serie A, oficialmente conhecido como LigaPro Betcris 2022 por motivos de patrocínio, foi a 64ª edição da principal divisão do futebol equatoriano. O torneio é organizado pela Liga Profesional de Fútbol del Ecuador e consiste em um sistema de 3 fases. A primeira e a segunda fase acontecem no sistema todos contra todos, enquanto a terceira fase consiste em uma final de ida e volta com os vencedores das duas etapas. Serão concedidas 3 vagas para a Copa Libertadores da América de 2023, sendo essas vagas para o campeão, o vice-campeão e o primeiro melhor resultado da classificação geral; e quatro para a Copa Sul-Americana de 2023 que será do segundo ao quinto melhor time da classificação geral.
Os clubes Cumbayá Fútbol Club, da província de Pichincha, e Gualaceo Sporting Club da província de Azuay, são as equipes estreantes na temporada. Além disso, a estreia de ambos aumentou para 60 o número total de equipes que já jogaram na primeira divisão.

## Sistema de disputa
O campeonato será jogado entre 16 equipes, que disputarão o título em trinta rodadas divididas em duas etapas. Caso necessário, haverá uma terceira etapa: a final entre os primeiros colocados das duas etapas. 
Ambas as etapas principais do campeonato consistirão de 15 rodadas cada. A modalidade será de todos contra todos; a equipe que terminar no primeiro lugar de cada etapa se classificará para a final do campeonato (caso seja a mesma equipe, náo haverá final e esta será declarada campeã). Além disto, as equipes se classificarão para a fase de grupos da Copa Libertadores de 2023.
O rebaixamento será para as equipes que terminarem no dois últimos lugares da tabela acumulada e jogarão a Série B de 2022.

### Critérios de desempate
A ordem de classificação das equipes ao finalizar cada fase será determinada da seguinte maneira:
1. Pontos;
2. Saldo de gols;
3. Gols feitos;
4. Confronto direto;
5. Sorteio público.

## Promovidos e rebaixados da temporada anterior
No total dezesseis equipes competem na temporada. Manta e Olmedo foram rebaixados após terminarem nas duas últimas posições da tabela agregada da temporada anterior, sendo substituídos pelos campeões da Série B de 2021, Cumbayá, e Gualaceo, vice-campeão. Cumbayá conquistou a promoção à primeira divisão com três partidas a menos após uma vitória por 2 a 1 sobre o Independiente Juniors em 23 de setembro de 2021, enquanto Gualaceo garantiu a promoção em 13 de outubro de 2021, com uma vitória por 2 a 1 contra o Atlético Santo Domingo e um empate para o El Nacional contra o Independiente Juniors. Ambas as equipes promovidas estão participando da Série A pela primeira vez.
| Clube    | Promovido como                  |
| -------- | ------------------------------- |
| Cumbayá  | Campeão da Série B de 2021      |
| Gualaceo | Vice-campeão da Série B de 2021 |

| Clube  | Rebaixado como                                |
| ------ | --------------------------------------------- |
| Manta  | 15º da classificação geral da Série A de 2021 |
| Olmedo | 16º da classificação geral da Série A de 2021 |

## Participantes
| Equipe                  | Cidade    | Província  | Estádio (mando)                            | Capacidade | Título (último)     |
| ----------------------- | --------- | ---------- | ------------------------------------------ | ---------- | ------------------- |
| 9 de Octubre            | Guayaquil | Guayas     | Modelo Alberto Spencer                     | 42 00000   | 0 (nenhum)          |
| Aucas                   | Quito     | Pichincha  | Banco del Pacífico Gonzalo Pozo Ripalda    | 18 79900   | 0 (nenhum)          |
| Barcelona               | Guayaquil | Guayas     | Monumental Banco Pichincha                 | 57 26700   | 16 (2020)           |
| Cumbayá                 | Quito     | Pichincha  | Estádio Olímpico Atahualpa                 | 38 50000   | 0 (nenhum)          |
| Delfín                  | Manta     | Manabí     | Jocay                                      | 17 83400   | 1 (em 2019)         |
| Deportivo Cuenca        | Cuenca    | Azuay      | Alejandro Serrano Aguilar Banco del Austro | 22 00000   | 1 (em 2014)         |
| Emelec                  | Guayaquil | Guayas     | Banco del Pacífico-Capwell                 | 40 00000   | 14 (último em 2017) |
| Gualaceo                | Gualaceo  | Azuay      | Estádio Jorge Andrade Cantos               | 14 00000   | 0 (nenhum)          |
| Guayaquil City          | Guayaquil | Guayas     | Estádio Christian Benítez Betancourt       | 10 15200   | 0 (nenhum)          |
| Independiente del Valle | Sangolquí | Pichincha  | Olímpico Atahualpa                         | 39 86100   | 1 (atual campeão)   |
| LDU                     | Quito     | Pichincha  | Rodrigo Paz Delgado                        | 55 40000   | 11 (último em 2018) |
| Macará                  | Ambato    | Tungurahua | Bellavista                                 | 18 00000   | 0 (nenhum)          |
| Mushuc Runa             | Ambato    | Tungurahua | Estádio Bellavista                         | 8 20000    | 0 (nenhum)          |
| Orense                  | Machala   | El Oro     | 9 de Mayo                                  | 16 45600   | 0 (nenhum)          |
| Técnico Universitario   | Ambato    | Tungurahua | Bellavista                                 | 18 00000   | 0 (nenhum)          |
| Universidad Católica    | Quito     | Pichincha  | Olímpico Atahualpa                         | 39 86100   | 0 (nenhum)          |

| Fonte: LigaPro |

## Primeira etapa

### Classificação
| Pos | Equipe                  | Pts | J  | V | E | D | GP | GC | SG  | Classificação                                                |
| --- | ----------------------- | --- | -- | - | - | - | -- | -- | --- | ------------------------------------------------------------ |
| 1   | Barcelona de Guayaquil  | 30  | 15 | 9 | 3 | 3 | 24 | 11 | +13 | Final do campeonato e fase de grupos da Libertadores de 2023 |
| 2   | Universidad Católica    | 29  | 15 | 9 | 2 | 4 | 31 | 17 | +14 |                                                              |
| 3   | LDU Quito               | 29  | 15 | 9 | 2 | 4 | 26 | 22 | +4  |                                                              |
| 4   | Independiente del Valle | 27  | 15 | 8 | 3 | 4 | 16 | 12 | +4  |                                                              |
| 5   | Aucas                   | 26  | 15 | 7 | 5 | 3 | 23 | 17 | +6  |                                                              |
| 6   | Emelec                  | 23  | 15 | 6 | 5 | 4 | 23 | 15 | +8  |                                                              |
| 7   | Delfín                  | 22  | 15 | 6 | 4 | 5 | 16 | 18 | −2  |                                                              |
| 8   | Deportivo Cuenca        | 21  | 15 | 5 | 6 | 4 | 12 | 14 | −2  |                                                              |
| 9   | Gualaceo                | 20  | 15 | 6 | 2 | 7 | 18 | 23 | −5  |                                                              |
| 10  | Mushuc Runa             | 19  | 15 | 5 | 4 | 6 | 19 | 21 | −2  |                                                              |
| 11  | Guayaquil City          | 18  | 15 | 4 | 6 | 5 | 22 | 20 | +2  |                                                              |
| 12  | Orense                  | 18  | 15 | 4 | 6 | 5 | 14 | 13 | +1  |                                                              |
| 13  | Macará                  | 13  | 15 | 3 | 4 | 8 | 12 | 19 | −7  |                                                              |
| 14  | Cumbayá                 | 13  | 15 | 3 | 4 | 8 | 12 | 23 | −11 |                                                              |
| 15  | Técnico Universitario   | 10  | 15 | 2 | 4 | 9 | 12 | 24 | −12 |                                                              |
| 16  | 9 de Octubre            | 9   | 15 | 1 | 6 | 8 | 15 | 26 | −11 |                                                              |

### Desempenho por rodada
Clubes que lideraram cada grupo ao final de cada rodada:
|          | 1ª  | 2ª  | 3ª  | 4ª  | 5ª  | 6ª  | 7ª  | 8ª  | 9ª  | 10ª | 11ª | 12ª | 13ª | 14ª | 15ª |
| Apertura | EME | EME | BSC | BSC | BSC | BSC | BSC | BSC | BSC | BSC | BSC | BSC | BSC | BSC | BSC |

### Resultados
| Mandante \ Visitante    | 9OC | AUC | BSC | CUM | DEL | CUE | EME | GUA | GCY | IDV | LDQ | MAC | MUS | ORE | TEC | CAT |
| ----------------------- | --- | --- | --- | --- | --- | --- | --- | --- | --- | --- | --- | --- | --- | --- | --- | --- |
| 9 de Octubre            | —   | —   | 1–3 | —   | 0–1 | —   | —   | 1–1 | 2–2 | 1–1 | —   | 1–1 | 2–0 | —   | —   | 0–4 |
| Aucas                   | 1–1 | —   | 2–1 | 1–0 | 3–0 | 0–0 | —   | —   | —   | —   | —   | 2–0 | —   | —   | —   | 3–2 |
| Barcelona de Guayaquil  | —   | —   | —   | 4–0 | —   | 1–1 | 1–1 | 0–1 | —   | 2–0 | —   | —   | —   | 2–0 | 1–0 | —   |
| Cumbayá                 | 3–2 | —   | —   | —   | —   | 0–1 | 1–1 | —   | —   | 0–1 | 0–2 | —   | —   | 1–1 | 2–0 | —   |
| Delfín                  | —   | —   | 0–1 | 1–1 | —   | 0–0 | —   | 1–0 | —   | 0–1 | —   | 1–0 | —   | 2–1 | —   | —   |
| Deportivo Cuenca        | 1–1 | —   | —   | —   | —   | —   | 2–2 | 2–1 | —   | —   | 2–0 | —   | —   | 1–1 | 1–0 | 0–2 |
| Emelec                  | 2–1 | 1–0 | —   | —   | 1–2 | —   | —   | —   | 2–2 | —   | 2–0 | 4–0 | 4–0 | —   | —   | 0–1 |
| Gualaceo                | —   | 1–4 | —   | 0–1 | —   | —   | 2–1 | —   | 2–1 | 1–3 | —   | 2–1 | 3–2 | 2–1 | —   | —   |
| Guayaquil City          | —   | 4–0 | 1–4 | 4–1 | 1–1 | 3–0 | —   | —   | —   | —   | 2–2 | —   | —   | —   | 0–1 | —   |
| Independiente del Valle | —   | 1–0 | —   | —   | —   | 2–0 | 0–1 | —   | 0–0 | —   | 1–0 | —   | 0–1 | 1–1 | —   | —   |
| LDU Quito               | 2–0 | 4–4 | 2–0 | —   | 3–2 | —   | —   | 1–0 | —   | —   | —   | 3–2 | 3–2 | —   | —   | 2–1 |
| Macará                  | —   | —   | 0–1 | 0–0 | —   | 0–1 | —   | —   | 2–0 | 0–1 | —   | —   | —   | 1–0 | 3–1 | —   |
| Mushuc Runa             | —   | 1–1 | 1–1 | 4–2 | 1–2 | 1–0 | —   | —   | 2–0 | —   | —   | 0–0 | —   | —   | —   | 1–2 |
| Orense                  | 2–1 | 1–1 | —   | —   | —   | —   | 2–0 | —   | 0–1 | —   | 3–0 | —   | 0–0 | —   | 0–0 | 1–0 |
| Técnico Universitario   | 2–1 | 0–1 | —   | —   | 1–1 | —   | 1–1 | 1–1 | —   | 2–3 | 1–2 | —   | 1–3 | —   | —   | —   |
| Universidad Católica    | —   | —   | 1–2 | 1–0 | 4–2 | —   | —   | 3–1 | 1–1 | 3–1 | —   | 2–2 | —   | —   | 4–1 | —   |

## Segunda etapa

### Classificação
| Pos | Equipe                  | Pts | J  | V | E | D | GP | GC | SG  | Classificação                                                |
| --- | ----------------------- | --- | -- | - | - | - | -- | -- | --- | ------------------------------------------------------------ |
| 1   | Aucas                   | 33  | 15 | 9 | 6 | 0 | 28 | 9  | +19 | Final do campeonato e fase de grupos da Libertadores de 2023 |
| 2   | Independiente del Valle | 29  | 15 | 9 | 2 | 4 | 20 | 16 | +4  |                                                              |
| 3   | Universidad Católica    | 27  | 15 | 8 | 3 | 4 | 22 | 12 | +10 |                                                              |
| 4   | LDU Quito               | 26  | 15 | 7 | 5 | 3 | 23 | 17 | +6  |                                                              |
| 5   | Emelec                  | 25  | 15 | 7 | 4 | 4 | 22 | 15 | +7  |                                                              |
| 6   | Deportivo Cuenca        | 22  | 15 | 6 | 4 | 5 | 18 | 16 | +2  |                                                              |
| 7   | Técnico Universitario   | 22  | 15 | 6 | 4 | 5 | 29 | 20 | +9  |                                                              |
| 8   | Barcelona de Guayaquil  | 21  | 15 | 5 | 6 | 4 | 24 | 19 | +5  |                                                              |
| 9   | Delfín                  | 19  | 15 | 5 | 4 | 6 | 17 | 19 | −2  |                                                              |
| 10  | Orense                  | 18  | 15 | 4 | 6 | 5 | 16 | 17 | −1  |                                                              |
| 11  | Cumbayá                 | 18  | 15 | 4 | 6 | 5 | 15 | 16 | −1  |                                                              |
| 12  | Guayaquil City          | 17  | 15 | 4 | 5 | 6 | 15 | 17 | −2  |                                                              |
| 13  | Gualaceo                | 14  | 15 | 4 | 2 | 9 | 10 | 23 | −13 |                                                              |
| 14  | Mushuc Runa             | 12  | 15 | 2 | 6 | 7 | 12 | 22 | −10 |                                                              |
| 15  | Macará                  | 11  | 15 | 2 | 5 | 8 | 17 | 28 | −11 |                                                              |
| 16  | 9 de Octubre            | 10  | 15 | 2 | 4 | 9 | 12 | 25 | −13 |                                                              |

#### Desempenho por rodada
Clubes que lideraram cada grupo ao final de cada rodada:
|          | 1ª  | 2ª  | 3ª  | 4ª  | 5ª  | 6ª  | 7ª  | 8ª  | 9ª  | 10ª | 11ª | 12ª | 13ª | 14ª | 15ª |
| Apertura | EME | IDV | AUC | AUC | AUC | AUC | IDV | AUC | AUC | AUC | AUC | AUC | AUC | AUC | AUC |

### Results
| Mandante \ Visitante    | 9OC | AUC | BSC | CUM | DEL | CUE | EME | GUA | GCY | IDV | LDQ | MAC | MUS | ORE | TEC | CAT |
| ----------------------- | --- | --- | --- | --- | --- | --- | --- | --- | --- | --- | --- | --- | --- | --- | --- | --- |
| 9 de Octubre            | —   | 1–2 | —   | 0–1 | —   | 1–0 | 0–3 | —   | —   | —   | 2–2 | —   | —   | 0–0 | 2–0 | —   |
| Aucas                   | —   | —   | —   | —   | —   | —   | 1–1 | 3–0 | 2–1 | 5–0 | 1–1 | —   | 0–0 | 2–0 | 5–2 | —   |
| Barcelona de Guayaquil  | 2–2 | 0–2 | —   | —   | 0–1 | —   | —   | —   | 1–1 | —   | 1–1 | 5–3 | 4–1 | —   | —   | 0–0 |
| Cumbayá                 | —   | 0–0 | 1–1 | —   | 2–1 | —   | —   | 1–2 | 3–0 | —   | —   | 1–0 | 1–1 | —   | —   | 0–0 |
| Delfín                  | 3–1 | 0–0 | —   | —   | —   | —   | 0–3 | —   | 1–3 | —   | 3–0 | —   | 0–0 | —   | 0–0 | 2–1 |
| Deportivo Cuenca        | —   | 1–2 | 2–1 | 1–1 | 3–2 | —   | —   | —   | 1–0 | 2–1 | —   | 1–1 | 3–1 | —   | —   | —   |
| Emelec                  | —   | —   | 1–3 | 1–0 | —   | 3–1 | —   | 2–1 | —   | 2–3 | —   | —   | —   | 0–0 | 3–1 | —   |
| Gualaceo                | 1–0 | —   | 2–1 | —   | 2–1 | 0–0 | —   | —   | —   | —   | 0–1 | —   | —   | —   | 0–3 | 0–1 |
| Guayaquil City          | 1–1 | —   | —   | —   | —   | —   | 0–0 | 1–0 | —   | 0–1 | —   | 0–0 | 4–1 | 1–1 | —   | 2–0 |
| Independiente del Valle | 1–0 | —   | 1–1 | 2–0 | 2–0 | —   | —   | 2–0 | —   | —   | —   | 1–0 | —   | —   | 0–1 | 1–2 |
| LDU Quito               | —   | —   | —   | 1–0 | —   | 1–1 | 2–0 | —   | 2–0 | 2–2 | —   | —   | —   | 1–2 | 2–0 | —   |
| Macará                  | 3–1 | 1–1 | —   | —   | 1–2 | —   | 1–3 | 1–1 | —   | —   | 0–5 | —   | 3–0 | —   | —   | 1–3 |
| Mushuc Runa             | 3–1 | —   | —   | —   | —   | —   | 0–0 | 2–0 | —   | 0–1 | 1–2 | —   | —   | 1–1 | 0–0 | —   |
| Orense                  | —   | —   | 1–2 | 3–1 | 1–1 | 1–0 | —   | 4–1 | —   | 1–2 | —   | 1–1 | —   | —   | —   | —   |
| Técnico Universitario   | —   | —   | 0–2 | 3–3 | —   | 1–0 | —   | —   | 3–1 | —   | —   | 3–1 | —   | 2–0 | —   | 1–1 |
| Universidad Católica    | 3–0 | 1–2 | —   | —   | —   | 0–2 | 2–0 | —   | —   | —   | 4–0 | —   | 2–1 | 2–0 | —   | —   |

## Classificação Geral
| Pos | Equipe                  | Pts | J  | V  | E  | D  | GP | GC | SG  | Classificação ou descenso              |
| --- | ----------------------- | --- | -- | -- | -- | -- | -- | -- | --- | -------------------------------------- |
| 1   | Aucas                   | 59  | 30 | 16 | 11 | 3  | 51 | 26 | +25 | Fase de Grupos da Libertadores de 2023 |
| 2   | Universidad Católica    | 56  | 30 | 17 | 5  | 8  | 53 | 29 | +24 | 2ª Fase da Libertadores de 2023        |
| 3   | Independiente del Valle | 56  | 30 | 17 | 5  | 8  | 36 | 28 | +8  | Fase de Grupos da Libertadores de 2023 |
| 4   | LDU Quito               | 55  | 30 | 16 | 7  | 7  | 49 | 39 | +10 | 1ª Fase da Copa Sul-Americana de 2023  |
| 5   | Barcelona de Guayaquil  | 51  | 30 | 14 | 9  | 7  | 48 | 30 | +18 | Fase de Grupos da Libertadores de 2023 |
| 6   | Emelec                  | 48  | 30 | 13 | 9  | 8  | 45 | 30 | +15 | 1ª Fase da Copa Sul-Americana de 2023  |
| 7   | Deportivo Cuenca        | 43  | 30 | 11 | 10 | 9  | 30 | 30 | 0   | 1ª Fase da Copa Sul-Americana de 2023  |
| 8   | Delfín                  | 41  | 30 | 11 | 8  | 11 | 33 | 37 | −4  | 1ª Fase da Copa Sul-Americana de 2023  |
| 9   | Orense                  | 36  | 30 | 8  | 12 | 10 | 30 | 30 | 0   |                                        |
| 10  | Guayaquil City          | 35  | 30 | 8  | 11 | 11 | 37 | 37 | 0   |                                        |
| 11  | Gualaceo                | 34  | 30 | 10 | 4  | 16 | 28 | 46 | −18 |                                        |
| 12  | Técnico Universitario   | 32  | 30 | 8  | 8  | 14 | 32 | 44 | −12 |                                        |
| 13  | Mushuc Runa             | 31  | 30 | 7  | 10 | 13 | 31 | 43 | −12 |                                        |
| 14  | Cumbayá                 | 31  | 30 | 7  | 10 | 13 | 27 | 39 | −12 |                                        |
| 15  | Macará                  | 24  | 30 | 5  | 9  | 16 | 29 | 47 | −18 | Rebaixado para aSérie B de 2023        |
| 16  | 9 de Octubre            | 19  | 30 | 3  | 10 | 17 | 27 | 51 | −24 | Rebaixado para aSérie B de 2023        |

1. ↑  Independiente del Valle se classificou para a fase de grupos da Libertadores de 2023 ao ganhar a Copa Sul-Americana de 2022

### Desempenho por rodada
Clubes que lideraram cada grupo ao final de cada rodada:
|          | 1ª  | 2ª  | 3ª  | 4ª  | 5ª  | 6ª  | 7ª  | 8ª  | 9ª  | 10ª | 11ª | 12ª | 13ª | 14ª | 15ª |
| Apertura | EME | EME | BSC | BSC | BSC | BSC | BSC | BSC | BSC | BSC | BSC | BSC | BSC | BSC | BSC |

|          | 16ª | 17ª | 18ª | 19ª | 20ª | 21ª | 22ª | 23ª | 24ª | 25ª | 26ª | 27ª | 28ª | 29ª | 30ª |
| Apertura | CAT | BSC | CAT | CAT | CAT | AUC | LDU | AUC | AUC | AUC | AUC | CAT | CAT | CAT | AUC |

## Final
| 06 de novembro de 2022 | Barcelona | 0 – 1 | Aucas           | Guaiaquil                        |  |
| 18:00                  |           |       | Edison Vega 65' | Estádio: Monumental de Barcelona |  |

| 13 de novembro de 2022 | Aucas | 0 – 0 | Barcelona | Quito                                 |  |
| 18:00                  |       |       |           | Estádio: Estádio Gonzalo Pozo Ripalda |  |

Aucas venceu no agregado por 1–0.

## Premiação
| Campeonato Equatoriano de 2022 Primeira Divisão |
| ----------------------------------------------- |
| Aucas Campeão (1º título)                       |